# Deutz F4L 514/7
Der Deutz F4L 514/7 ist ein Schlepper, den Klöckner-Humboldt-Deutz von 1957 bis 1965 herstellte. Er löste den seit 1952 produzierten F4L 514/54 ab und war bis zur Einführung des D 80 im Jahr 1964 der größte Schlepper im Verkaufsprogramm des Herstellers. In der Typenbezeichnung werden die wesentlichen Motorkenndaten angegeben: Fahrzeugmotor mit 4-Zylindern und Lüftkühlung der Baureihe 5 mit einem Kolbenhub von 14 cm. Hinter dem Schrägstrich wird die eigentliche Modellnummer angegeben.
Gegenüber seinem Vorgänger wurde die Leistung des luftgekühlten Vierzylinder-Dieselmotors um 5 PS auf 65 PS erhöht. Der Hubraum blieb jedoch mit 5322 cm³ unverändert. Standardmäßig erreicht der Schlepper im höchsten Gang 30 km/h, in der Schnellgangvariante kann er auf 32 km/h beschleunigt werden. Ausgeliefert wurde er – genau wie der Vorgänger – mit einem ZF-A-26-Getriebe mit fünf Vorwärts- und zwei Rückwärtsgängen sowie wahlweise zusätzlich zwei Kriechgängen. Auf Wunsch war der Schlepper ab Werk mit einem Frontlader lieferbar. Darüber hinaus war der Einbau eines sogenannten Deutz-Transferrers möglich. Das ist ein Raddruckverstärker, der durch Anheben der hinten angebauten Geräte die Radlast auf der Hinterachse erhöhte und so dem Durchdrehen der Räder bei schweren Zugaufgaben entgegenwirkt.